# Ришкани (Кишинів)
Ришка́ни, Ришканівка (рум. Rîșcani) — район міста Кишинева. Займає північну частину міста. Населення — 139800 осіб (2013).
До району належать місто Криково, села Гретьєшть, Чореску, Стеучень.

## Історія
Відомо, що в першій половині XV століття земля, на якій розташована сучасна Ришканівка, належала писарю Михайлу Оцелу, а пізніше його нащадкам. У 1717 році половину земельної ділянки за 130 татарських золотих монет купив Єремія Вістернікул (скарбник), за назвою посади якого була названа і куплена земля — Вістернічень (Вістернічени). Інша частина землеволодіння була розділена між кількома землевласниками. У 1772 році південно-східна частина Вістернічен перейшла у володіння боярина Костянтина Ришкана. На початку XIX століття власником Ришканівки і сусідніх слобідок (Бубуєч і Геціоань) стає його син — великий стольник і намісник Дмитро Костянтинович Ришкан.
На пагорбі біля річки Бик досі збереглася церква Святих імператорів Костянтина і Олени, побудована в 1777 році на гроші К. Ришкана. Біля підніжжя пагорба, на якому стоїть церква, розташовувалося Скакове поле, де в квітні 1877 року створювалися і проходили навчання загони болгарських ополченців, які потім брали участь у Російсько-турецькій війні 1877—1878 рр. 12 квітня 1877 роки там відбувся парад російських військ і болгарських ополченців. На місці параду була споруджена каплиця, перетворена пізніше в Меморіальний музей болгарських ополченців, а в 1966 році встановлено обеліск.
З середини XIX століття Ришканівка стала передмістям Кишинева. У 1870 році тут було 122 будинки і 512 жителів. В кінці XIX століття Ришканівка була викуплена містом у боярина і включена в межі міста. В кінці XIX — початку XX ст. на території Ришканівки виникли невеликі промислові підприємства. Під час входження Бессарабії до складу Румунії і аж до перших повоєнних років Ришканівка залишалася невпорядкованою територією з вузькими і кривими вуличками, малоповерховою забудовою і дахами, покритими очеретом.
Будівництво 4-5-поверхових будинків почалося тут тільки в кінці 1950-х років. Велика частина Ришканівки забудована 5-поверховими будинками з великих котельцових блоків. У 1970-ті роки починають споруджуватися перші 9-поверхові будинки вздовж Московського проспекту і в деяких місцях по вулицях Флорілор і Альошина (нині Богдан Воєвод). Адміністративний центр Ришканівки розмістився по вулиці Димитрова (нині Київська). Там був побудований райвиконком Октябрьського району (зараз Ришканівська претура), музична школа, палац культури профспілок і ін. будівлі. На перетині вулиць Федько (нині Аліку Руссо) і Димо був створений медичний центр, що складається з поліклініки для дорослих і багатопрофільної лікарні.

## Вулиці
Основні магістралі:
- Московський проспект
- Мирон Костин (кол. бул. Карла Маркса)
- Студентська
- Флорілор (тобто, Квіткова)
- Київська (кол. Димитрова)
- Богдан Воєвод (кол. Альошина)
- Алеку Руссо (кол. Федько)
- Димо
- Пяца Єроїлор (площа Героїв, кол. площа Болгарських ополченців)
- Пяца Алеку Руссо (кол. площа Димитрова)
- Ришкану (кол. Карманова)